# Losgna bambusicola
Losgna bambusicola är en stekelart som beskrevs av Heinrich 1965. Losgna bambusicola ingår i släktet Losgna och familjen brokparasitsteklar. Utöver nominatformen finns också underarten L. b. indicola.